# Riot City Records
Riot City est un label britannique de punk rock, anciennement basé à Bristol, en Angleterre, actif entre 1980 et 1988. Durant son existence, il est dirigé par le patron de Heartbeat Records, Simon Edwards, avec Dave Bateman et Shane Baldwin du groupe Vice Squad,.

## Histoire
L'EP Last Rockers de Vice Squad est le premier projet publié par Riot City. Il atteint la première place du classement alternatif britannique, et se vend à 22 000 exemplaires. Le label a compté des dizaines de singles, albums et EP de différents groupes tels que Chaotic Dischord, The Ejected, Chaos UK et Abrasive Wheels. Riot City a vendu plus de 200 000 disques au total.
En 1982, une compilation de punk américain, Hell Comes to Your House, est licencié par Bemisbrain Records USA et publié sur le label filiale Riot State Records. En 1985, Chaotic Dischord sort l'album parodique NOW! That's What I Call A Fuckin' Racket (Vol. 1) sur une autre filiale, Not Very Nice Records.
Riot City a reçu son lot de critiques, le journaliste Garry Bushell décrivant le label comme « la poubelle du punk », et des membres de Crass accusant le label d'être la « porte dérobée d'EMI » (Vice Squad avait ensuite signé avec EMI).
Riot City ferme ses portes à la fin des années 1980 et le patron du label Edwards continue son travail de planificateur d'itinéraire avec l'AA. En 1994, il revient dans l'industrie musicale en tant que directeur de Trash City Records.

## Discographie

### Albums studio
- ASSEMBLY 1 V/A - Riotous Assembly LP (10 000 exemplaires, vinyle rouge)
- CITY 001 Abrasive Wheels - When The Punks Go Marching In LP
- CITY 002 Chaos UK - Chaos UK LP
- CITY 003 The Ejected -  A Touch Of Class LP
- CITY 004 Chaotic Dischord - Fuck Religion, Fuck Politics, Fuck The Lot Of You! LP
- CITY 005 Varukers - Bloodsuckers LP
- CITY 006 Undead - The Killing Of Reality LP
- CITY 007 The Ejected - Spirit Of Rebellion LP
- CITY 008 Chaotic Dischord - Live in New York LP

### Singles
- RIOT 1 Vice Squad - Last Rockers / Living On Dreams / Latex Love 7"
- RIOT 2 Vice Squad - Résurrection EP 7"
- RIOT 3 The Insane - Politics / Dead And Gone / Last Day 7"
- RIOT 4 Abrasive Wheels - Vicious Circle / Attack / Voice Of Youth 7"
- RIOT 5 Court Martial - Gotta Get Out / Fight For Your Life / Young Offender 7"
- RIOT 6 Chaos UK - Burning Britain EP 7" (4 titres EP)
- RIOT 7 Undead - It's Corruption / Undead 7"
- RIOT 8 Expelled - No Life, No Future / What Justice / Dreaming 7"
- RIOT 9 Abrasive Wheels- The Army Song / Juvenile / So Slow 7" (vinyle rouge)
- RIOT 10 Chaotic Dischord - Fuck The World / You're Gonna Die / Sold Out To The GPO 7"
- RIOT 11 Court Martial - No Solution / Too Late / Take Control 7"
- RIOT 12 Chaos UK - Loud Political And Uncompromising EP 7" (3 titres EP)
- RIOT 13 Mayhem - Gentle Murder EP 7" EP 4 titres
- RIOT 14 The Ejected - Have You Got 10p? / Class Of 82 / One Of The Boys 7"
- RIOT 15 Undead - Violent Visions 7"
- RIOT 16 Abrasive Wheels- Burn 'Em Down / Urban Rebels 7"
- RIOT 17 Expelled - Government Policy / Make It Alone  7"
- RIOT 18 Resistance 77 - Nowhere To Play EP 7" (4 pistes EP)
- RIOT 19 The Ejected - Noise For The Boys! EP 7" (3 pistes EP)
- RIOT 20 No Choice - Sadist Dream / Cream Of The Crop / Nuclear Disaster 7"
- RIOT 21 -Emergency - Points Of View / City Fun / Does Anybody Realise?7"
- RIOT 22 Chaotic Dischord - Never Trust A Friend / Are Students Safe?  / Popstars 7"
- RIOT 23 Sex Aids - Back On The Piss Again / The Amazing Mr Michael Hogarth / We Are The Road Crew 7"
- RIOT 24 Mayhem - Pulling Puppet Strings EP 7" (3 pistes EP)
- RIOT 25 Ultra Violent - Crime For Revenge / Where Angels Dare Not Tread / Dead Generation 7"
- RIOT 26 Underdogs - East Of Dachau / Johnny Go Home / Dead Soldier 7"
- RIOT 27 Varukers - Die For Your Government / Tous les systèmes échouent 7"
- RIOT 28 The Ejected - Press The Button EP 7" (3 pistes EP)
- RIOT 29 Varukers -Led To The Slaughter / The End Is Nigh / You're Dead 7"
- 12 RIOT 1/2 Vice Squad - Special Edition Tour EP 12" (6 pistes EP)
- 12 RIOT 30 Chaotic Dischord - Don't Throw It All Away 12" (mini-LP 8 pistes)
- 12 RIOT 31 Varukers - Another Religion Another War 12" (mini-album 8 titres)
- 12 RIOT 32 Chaos UK - The Singles 12" (mini-LP 8 pistes) [4]